# Nikolai Konstantinowitsch Tscherkassow

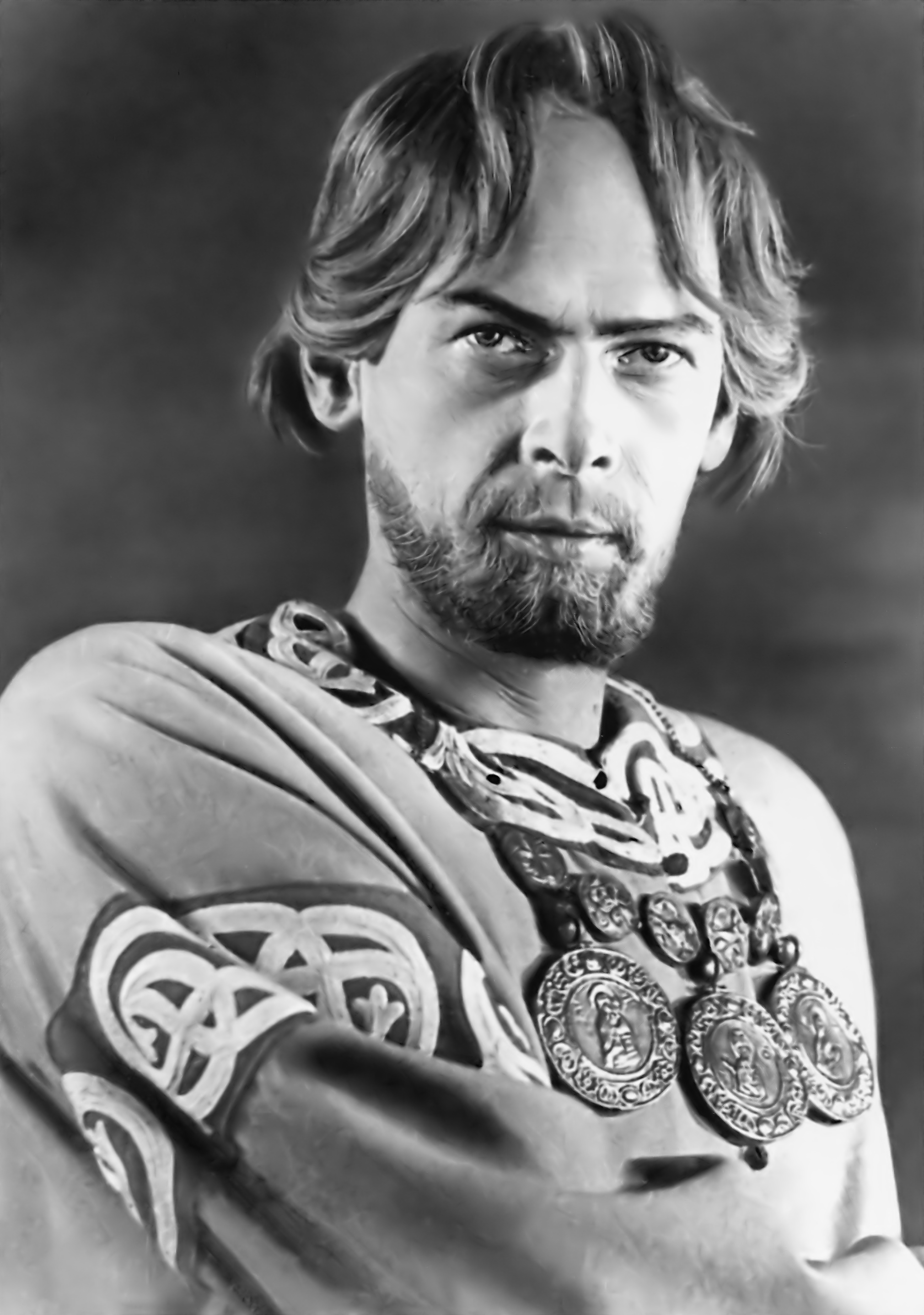
Nikolai Tscherkassow als Alexander Newski

Nikolai Konstantinowitsch Tscherkassow (russisch Николай Константинович Черкасов, wiss. Transliteration Nikolaj Konstantinovič Čerkasov; * 14. Julijul. / 27. Juli 1903greg. in Sankt Petersburg; † 14. September 1966 in Leningrad) war ein sowjetischer Schauspieler. Der Höhepunkt seiner Laufbahn beim Film waren die Titelrollen in den Eisenstein-Filmen Alexander Newski und Iwan der Schreckliche (Teil I und Teil II).

## Leben
Tscherkassow durchlief eine Ballettausbildung und war danach zeitweise an der Oper seiner Heimatstadt beschäftigt, später arbeitete er auch als Komparse und Kleindarsteller am Mariinski-Theater in St. Petersburg. 1923 nahm er ein Studium an der Theaterakademie im damaligen Petrograd auf und war anschließend am Theater der Jugend und ab 1933 am Puschkin-Theater angestellt.
Sein Debüt beim Film hatte Tscherkassow 1927 in Zar und Dichter von Wladimir Gardin, die erste bedeutende Filmrolle spielte er jedoch erst 1937 als Professor Poleschajew in Stürmischer Lebensabend. Im darauffolgenden Jahr besetzte ihn Sergei Eisenstein in der Titelrolle des Alexander Newski. Der ausdrucksstarke Tscherkassow spezialisierte sich auf die Darstellung historischer wie zeitgenössischer Persönlichkeiten mit „Charakter“. In Michail Romms Lenin 1918 verkörperte er Maxim Gorki; erneut unter Eisenstein – mit dem ihn eine lebenslange künstlerische Freundschaft verband – 1943–47 Iwan IV. in beiden Teilen von Iwan, der Schreckliche (I und II). In den 1950er Jahren sind seine Rollen als Wladimir Majakowski (1955) und als Hauptfigur in Don Quichotte (1957) besonders herausragend.
Tscherkassow erhielt mehrere nationale Auszeichnungen und veröffentlichte zwei Bücher, 1953 seine Autobiografie und ein weiteres 1958. Als Mitglied des Obersten Sowjets galt er als einer der einflussreichen Künstler der Sowjetunion.
1994 wurde der Asteroid (4053) Cherkasov nach ihm benannt.

## Darstellung Tscherkassows in der bildenden Kunst
- Harald Kretzschmar: Nikolai Tscherkassow (Porträtkarikatur, Pinselzeichnung, 1962)[3]

## Filmografie (Auswahl)
- 1927: Zar und Dichter (Poet i zar)
- 1935: Das Glück (Stschastje)
- 1936: Die Kinder des Kapitän Grant (Deti kapitana Granta)
- 1937: Der Abgeordnete des Baltikums (Deputat Baltiki)
- 1937: Die Schatzinsel (Ostrow sokrowisch)
- 1937–1938: Peter der Große (Pyotr pervyy I)
- 1938: Alexander Newski
- 1938: Der Mann mit dem Gewehr (Chelovek s ruzhyom)
- 1939: Lenin 1918 (Lenin w 1918 godu)
- 1944–1945: Iwan der Schreckliche I und Iwan der Schreckliche II (Iwan Grosny)
- 1947: Frühling (Wesna)
- 1949: Das erste SOS (Alexander Popow)
- 1949: Die Stalingrader Schlacht (Stalingradskaya bitva)
- 1950: Melodie des Lebens (Musorgskiy)
- 1957: Don Quichotte

## Auszeichnungen
- Orden des Roten Banners der Arbeit (1938, 1963)
- Leninorden (1939, 1950)
- Volkskünstler der RSFSR (1939)
- Stalinpreis (1941, 1946, 1950, zweimal 1951)
- Volkskünstler der UdSSR (1947)
- Leninpreis (1964)